# Fodinella mucronata
Fodinella mucronata is een mosdiertjessoort uit de familie van de Phidoloporidae. De wetenschappelijke naam van de soort is, als Schizotheca mucronata, voor het eerst geldig gepubliceerd in 1967 door Powell.